# Achaearanea rapa
Achaearanea rapa är en spindelart som beskrevs av Claude Lévi 1963. Achaearanea rapa ingår i släktet Achaearanea och familjen klotspindlar.
Artens utbredningsområde är Paraguay. Inga underarter finns listade i Catalogue of Life.